# Alphonse Van Mele
Alphonse Van Mele (29 de desembre de 1891 - 11 de gener de 1972) va ser un gimnasta artístic belga que va competir a començaments del segle xx.
El 1920 va prendre part en els Jocs Olímpics d'Anvers, on guanyà la medalla de plata en el concurs complet per equips del programa de gimnàstica.